# Ruschia mariae
Ruschia mariae är en isörtsväxtart som beskrevs av L. Bol. Ruschia mariae ingår i släktet Ruschia och familjen isörtsväxter. Inga underarter finns listade i Catalogue of Life.